# Tour d'essai d'ascenseur

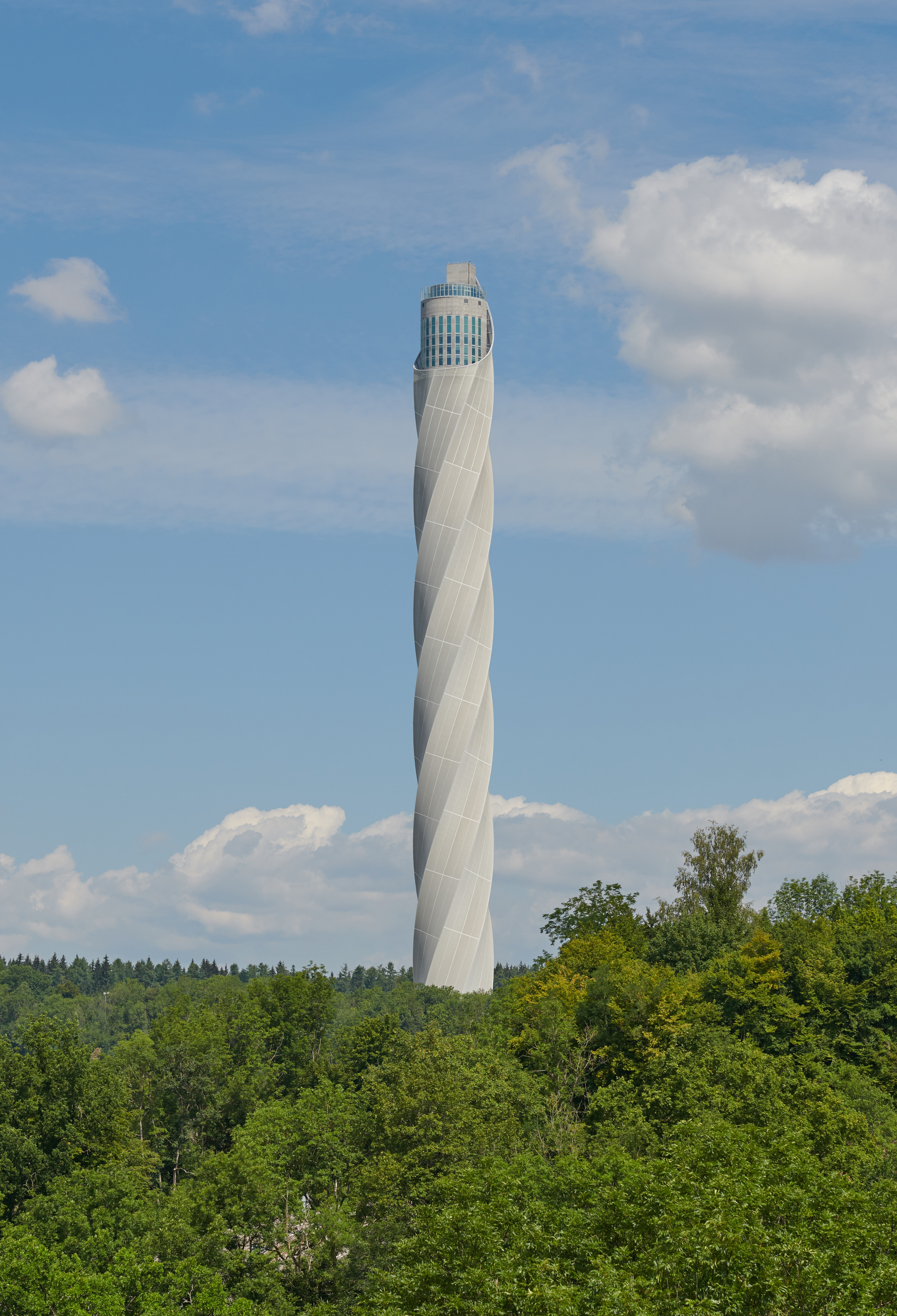
La tour d'essai de TK-Elevator, tour d'essai de la société ThyssenKrupp, à Rottweil, mesure 246 m de haut.

Une tour d'essai d'ascenseur est une structure conçue pour déterminer les contraintes et l'usure subies par une cabine d'ascenseur dans un environnement contrôlé.
La première tour d'essai a probablement été construite en 1888 par la société Otis dans son usine de Yonkers. En 2023, il existe une vingtaine de tours d'essai qui dépassent les 100 m de hauteur, les plus élevées étant la H1 Tower (en) (Canton, 273 m), la Canny Test Tower (Jiangsu, 288 m dont 20 m souterrains), la Zhongshan TK Elevator Laboratory Tower (Zhongshan, 248 m), la tour d'essai de TK-Elevator (Rottweil, 246 m) et la Kone Test Tower (Kunshan, 236 m).